# Abderraouf Ben Aziza
Abderraouf Ben Aziza (23 settembre 1953) è un ex calciatore tunisino, di ruolo attaccante.

## Palmarès

### Club

#### Competizioni nazionali
- Coppa di Tunisia: 1

Étoile du Sahel: 1974-1975